# Bulgária nos Jogos Olímpicos de Inverno de 1984
A Bulgária competiu nos Jogos Olímpicos de Inverno de 1984, realizados em Sarajevo, Iugoslávia.